# Parquet national financier

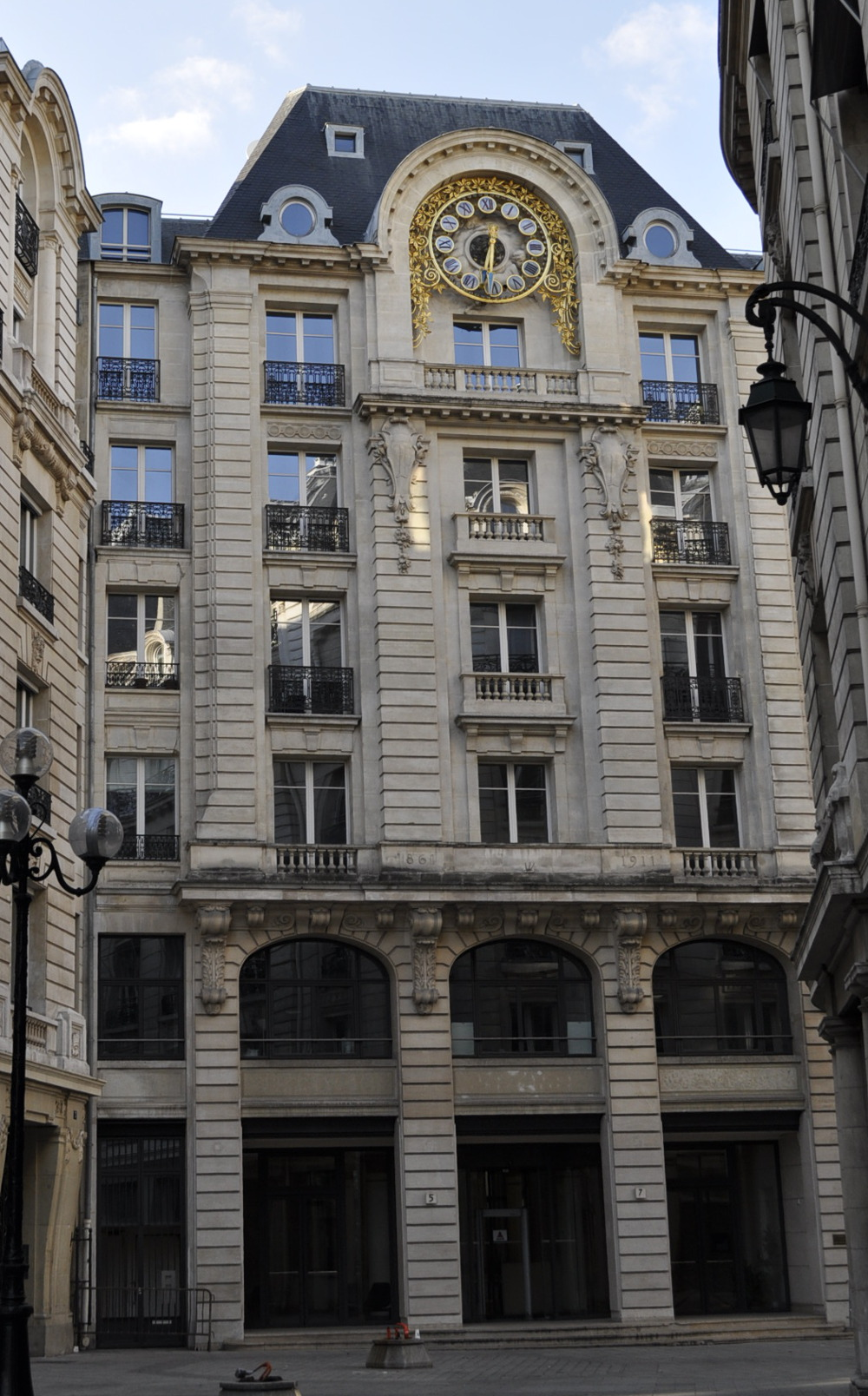
Die rue Italien, ehemaliger Sitz des PNF

Parquet national financier oder kurz PNF (von frz. parquet = Staatsanwaltschaft) ist die französische Finanzstaatsanwaltschaft im Zuständigkeitsbereich der Generalstaatsanwaltschaft (procureur général de Paris). Gegründet wurde die Staatsanwaltschaft im Jahr 2014. Die Behörde wird geleitet von dem procureur de la République financier. Bei der Polizei wurde gleichzeitig die Anti-Korruptionseinheit Office central de lutte contre la corruption et les infractions financières et fiscales gegründete, mit welcher der PNF zusammenarbeitet.
Die Finanzstaatsanwaltschaft verfolgt folgende Straftaten:
- Verstöße gegen die Rechtschaffenheit, darunter versteht man Korruption, Einflussnahme oder Begünstigungen[1][2]
- Steuervergehen wie Mehrwertsteuerbetrug[1][2]
- Verstöße gegen die Regeln des Finanzmarkts, darunter versteht man Insiderhandel oder Kursmanipulation[1][2]
- Verstöße gegen das französische Wettbewerbsrecht (seit 24. Dezember 2020).

Bekannte Fälle des PNF waren die Affären um François Fillon, Nicolas Sarkozy oder Alexis Kohler.
Gegründet wurde die Finanzstaatsanwaltschaft mit Gesetzen vom 6. Dezember 2013. Vorausgegangen waren die „Affaire Cahuzac“, in deren Verlauf Jérôme Cahuzac wegen Steuerhinterziehung verurteilt wurde. Auch setzte man mit der Gründung des PNF die Empfehlung der OECD um, um mehr gegen internationale Korruption zu unternehmen.
Der erste Sitz der Behörde war bis zum 15. Mai 2018 die rue Italien in Paris. Seit dem Umzug residiert der PNF im Tribunal de Paris im 9. Arrondissement.

## Behördenleiter
Bisherige Leiter der Behörde waren:
- Éliane Houlette (30. Januar 2014 – 30. Juni 2019)[8][9][10]
- Jean-François Bohnert (seit 7. Oktober 2019)[11]